# 監修
監修（かんしゅう）とは、著作物の著述や編集、番組の演出・制作などを監督・指揮すること。また、その人。「辞書を監修する」などという使い方をする。編集者やテレビ番組などの制作現場の仕事を別の視点から監査、指揮、指導する役割だが、監修者と著者、編集者等の役割分担は明確でない場合も多く、著者、編集者との意見の食い違いも多い。テレビ番組においては、監修はスーパーバイザーと同義であり、双方いずれの肩書きでも言われる場合がある。
また、著作物以外にも建築業界でゼネコンなどが作成した設計図に対して、機能性、運用面、コストマネジメントなどの視点から設計者に助言を行う業務を指す場合にも使用される。